# A közlegelők tragédiája
A közlegelők tragédiája a közjó és az önérdek konfliktusát mutatja be, amely az önzés szabadsága esetén egy társadalmi csapda. E jelenség a nevét Garrett Hardin The Tragedy of the Commons című cikkéből kapta.

## A közlegelők példázata

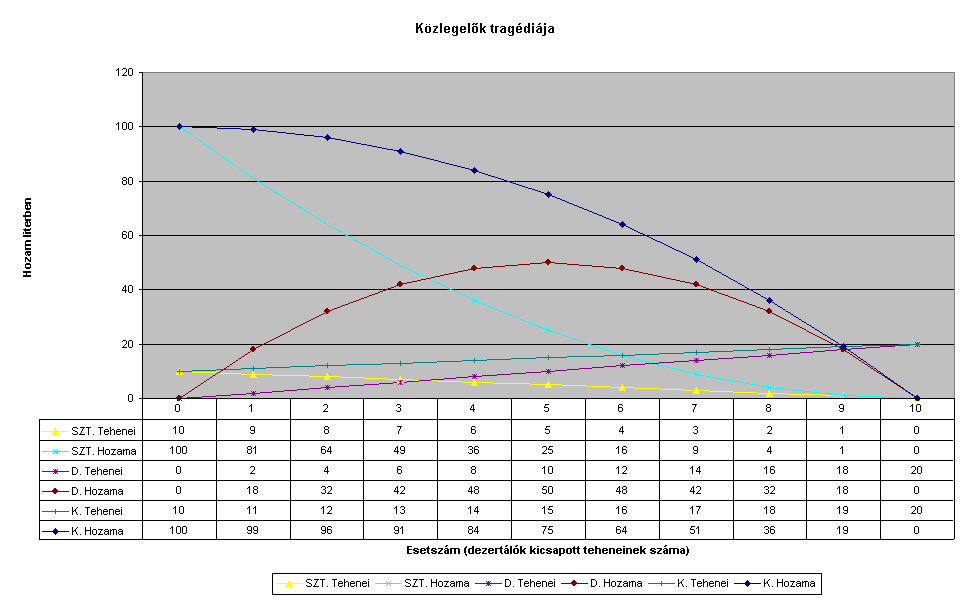
Közlegelők tragédiája
(Rövidítések: SZT=szabálytisztelők, D=dezertőrök, K=közösség)

Az említett cikkben egy angol közlegelő szerepel példaként, amely tíz tehenet tud eltartani, és így mindegyik tehén tíz liter tejet ad. A legelőn kiinduláskor 10 gazda tart fejenként egy tehenet. Az egyik gazda egyszer csak gondol egyet, és kihajt még egy tehenet a legelőre. Ekkor egy-egy tehénnek már kevesebb fű jut, ezért mindegyik 10 helyett csupán 9 liter tejet ad naponta – de az a gazda, amelyik két tehenet legeltet, 10 helyett 18 liter tejhez jut. Ezt idővel észreveszi egy másik gazda, és az is kihajt még egy tehenet a legelőre. Ekkor már az elégtelen táplálék miatt minden tehén csak 8 liter tejet ad, de akinek két tehene van, annak 16 liter teje lesz. És így tovább, mivel minden egyes gazda jobban jár, ha még egy tehenet hajt a legelőre, sorra meg is teszik. Azonban amikor már legalább hatan cselekednek így, akkor azok is az eredeti 10 liternél kevesebb tejet kapnak, akiknek két tehenük van. Végül, amikor már nyolc gazda tart két tehenet, a kéttehenes gazdák csak négy liter tejet kapnak az eredeti tízhez képest. (A kilencedik gazda már nem nyerne semmit egy második tehénnel.) Ennek ellenére, ha egy gazda úgy döntene, hogy visszavonja az egyik tehenét, rosszul járna. 
A közlegelő mint erőforrás addig működik optimálisan, amíg minden felhasználó betartja a közös megegyezéssel megállapított szabályokat. Azonban egy szabályokat betartó szereplő számára bármely időpontban nyereségesebb a „dezertálás”, mint a szabályok betartása – miközben a szabályokat betartó többi szereplő számára egyénenként csak mérsékelten (esetenként alig érzékelhetően) romlik a helyzet. Végső soron a szereplők azáltal, hogy a közvetlen érdekeiknek megfelelően cselekednek, saját maguknak ártanak.
A közlegelő tehát csapdahelyzetet mutat be; ennek legismertebb gyakorlati példája a környezetszennyezés.

## Közérdek megszegésének csapdája
A közlegelős példa mutatja, hogy a közérdek megszegése átmenetileg jövedelmező a szabálytalankodónak. A pillanatnyi javulás irányába való elmozdulás stratégiájára alapozó algoritmusokat hívják a matematikában mohó algoritmusnak.
A közlegelők esetén tehát egy mohó algoritmus, az önzés okozta katasztrófát látjuk. De ez nem meglepő, mert a matematikában hozzá vagyunk szokva ahhoz, hogy a mohó algoritmus számos esetben nem vezet megoldásra.
Az sem meglepő, hogy mohó szemszögből megéri megszegni a szabályokat. Ha ez nem így lenne, akkor fakírok társadalmától eltekintve nem is lenne szükség azokra a szabályokra, amelyek megszegése azonnali önbüntetésként azonnali hátránnyal járnak.
A közlegelős jelenség tömören és általánosítva tehát az, hogy amennyiben a szabályokat helyesen alkotják meg, akkor csak olyan szabályok vannak, amelyeket rövid távon érdemes megszegni, de hosszú távon bajhoz vezet a megszegésük, azaz ezen szabályok a hosszútávú érdeket testesítik meg a rövidtávú érdekekkel szemben.

## Önzés kontra önzetlenség
Mint a példa mutatja, az önzés mohó algoritmusa a teljes populációt a katasztrófa felé sodorhatja. Evolúciós előnyben van tehát egy közösség, ha létezik benne az önzetlenség fogalma.
Egy kis önző csoport azonban mindig jól jár, ha sikerül megakadályoznia hogy a többség is kövesse a példáját.

## Játékelméleti háttér
A közlegelők tragédiája egyfajta sokszereplős fogolydilemmának is tekinthető. A játékban csak akkor van Nash-egyensúly, ha mindenki (pontosabban a 10 gazdából bármelyik 8) verseng (két tehenet legeltet). Az egyszereplős fogolydilemmához hasonlóan itt is olyan az egyensúlyi helyzet, hogy minden egyes szereplő rosszabbul jár, mint ha a kooperatív stratégiát (az egy tehén legeltetését) választották volna.

## Kapcsolódó szócikk
- A magánlegelők tragédiája